# Klasztor kapucynów w Altötting
Klasztor Kapucynów w Altötting (także: Bruder-Konrad-Kirche) – zabytkowy zespół klasztorny kapucynów, zlokalizowany w bawarskim sanktuarium maryjnym Altötting, przy Bruder-Konrad-Platz 5. Należy do diecezji w Pasawie.
Klasztor odwiedził podczas swej 1. podróży apostolskiej do Niemiec 18 listopada 1980 papież Jan Paweł II. W klasztorze miało miejsce spotkanie z profesorami teologii.

## O obiekcie
Założenie ufundowane w 1654 przez Wilhelma Franza von Wartenberga. Zsekularyzowany w 1802 zakon franciszkanów (pierwotnych użytkowników obiektu) został zastąpiony przez kapucynów. W klasztorze, przez 41 lat przebywał św. Konrad z Parzham, który pełnił tu rolę furtiana. Dziś, de facto, kościół i klasztor pełnią rolę sanktuarium tego świętego.

## Najważniejsze pomieszczenia klasztoru
- pokój informacyjny – wystawa zbliżająca postać św. Konrada,
- Stara Furta – miejsce długoletniej pracy świętego (w latach 1852–1894),
- pokoje spotkań: Brat furtian, Człowiek modlitwy – wystawa,
- cela w której zmarł św. Konrad,
- lucenar – specjalna metalowa szafa na wolnym powietrzu służąca zapalaniu świec,
- cela zakonna Alexiusa, w której św. Konrad mieszkał i gdzie kazał wybić otwór w ścianie z widokiem na kościelne tabernakulum,
- Skarbiec Brata Konrada z woskową figurą świętego, która w latach 1930–1967 mieściła relikwie i leżała pod ołtarzem kościelnym, a później została zastąpiona figurą ze srebra; w Skarbcu umieszczono także oryginalny płaszcz świętego.
- Oaza – pokój wyciszenia i osobistej kontemplacji,
- wirydarz.

## Kościół
Kościół do 1953 nosił wezwanie św. Anny, by zmienić je na św. Konrada (klasztor przyjął to samo wezwanie w 1961). Przeprojektowany w latach 1956–1957. Pod ołtarzem srebrny grobowiec świętego. W ołtarzu dużych rozmiarów powojenny krucyfiks. W podziemiach krypta z miejscem pochówku św. Konrada w latach 1894–1912, a także miejsce spoczynku innych braci. Przy kościele źródełko.

## Galeria

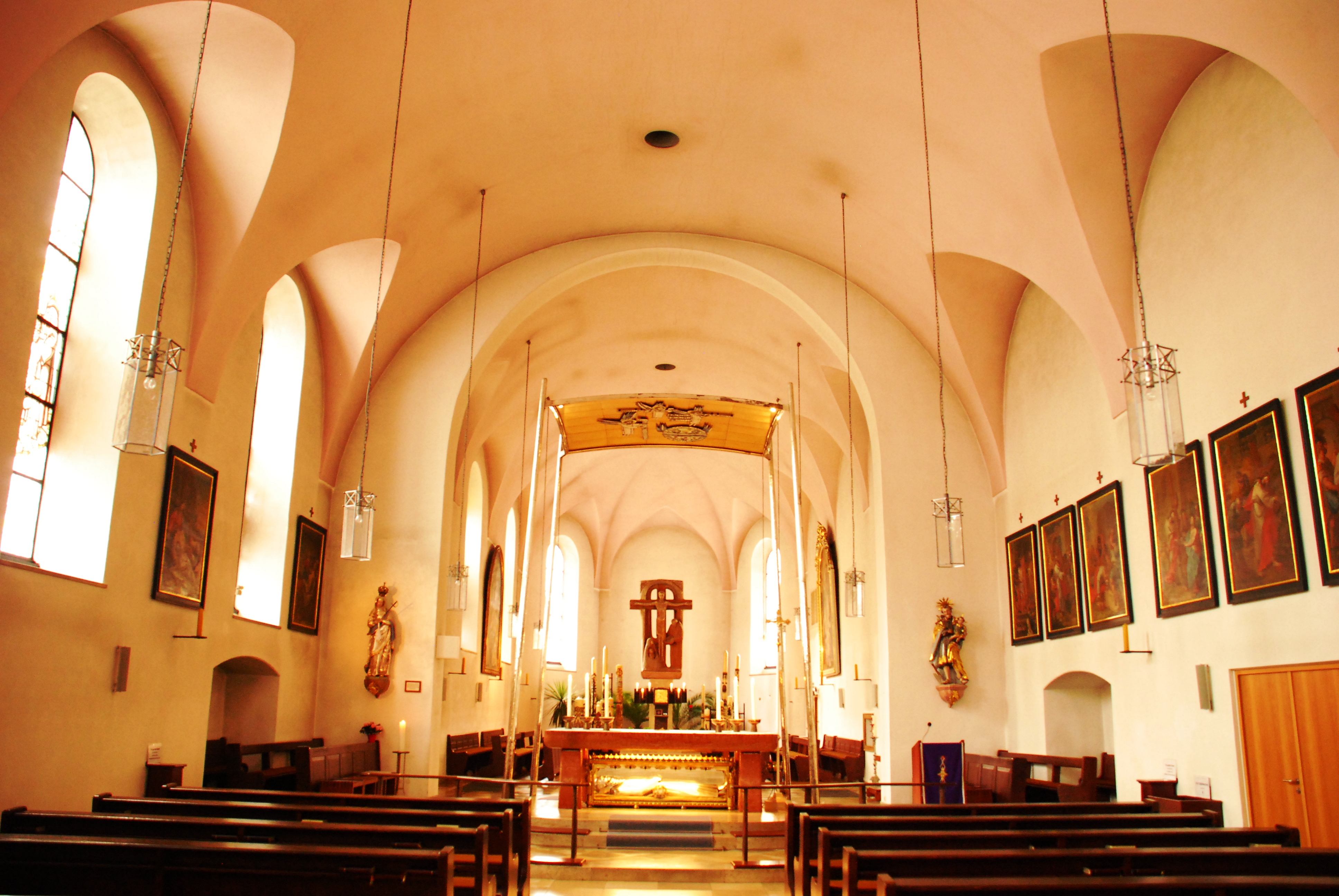
Wnętrze
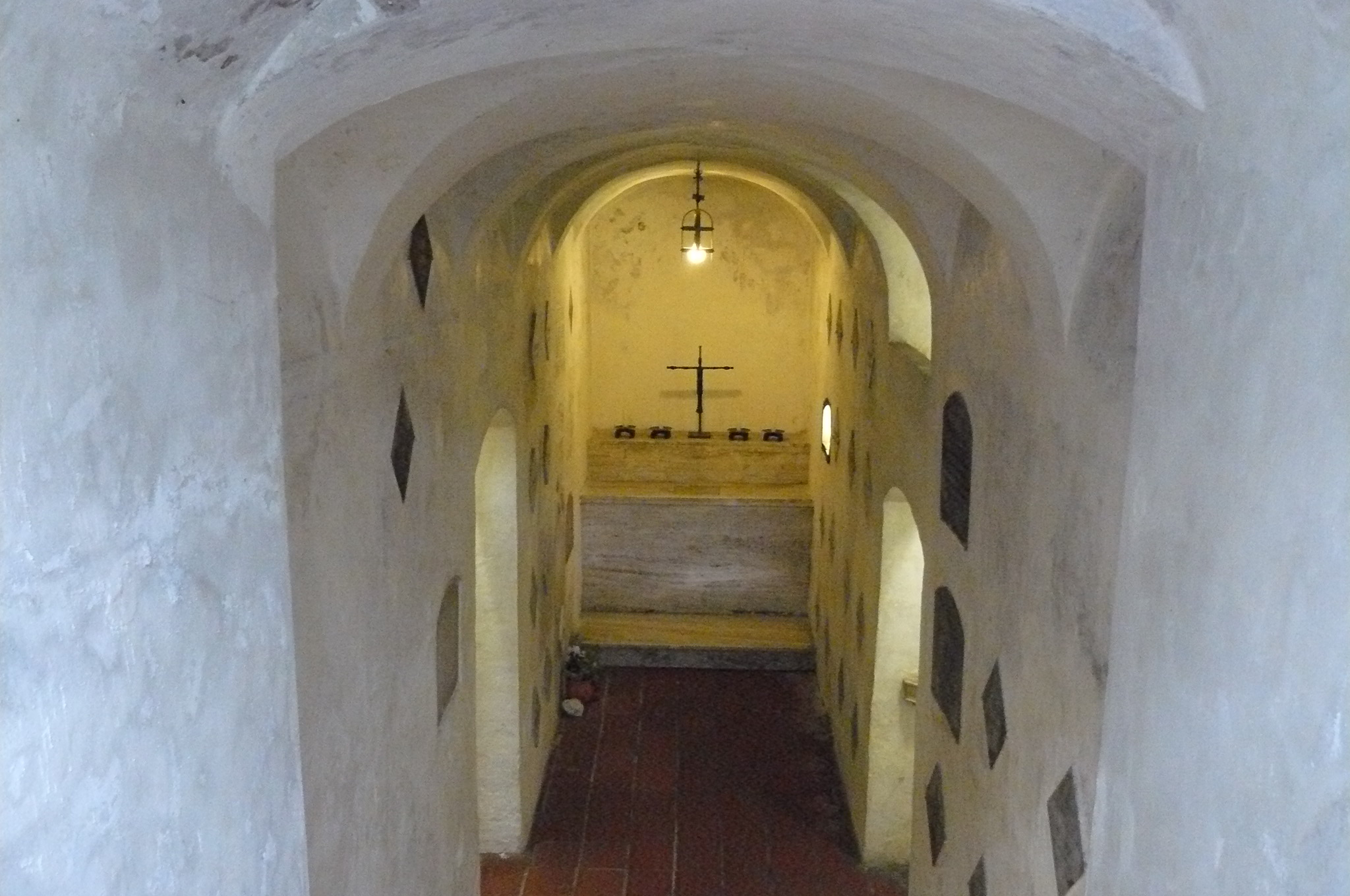
Krypta
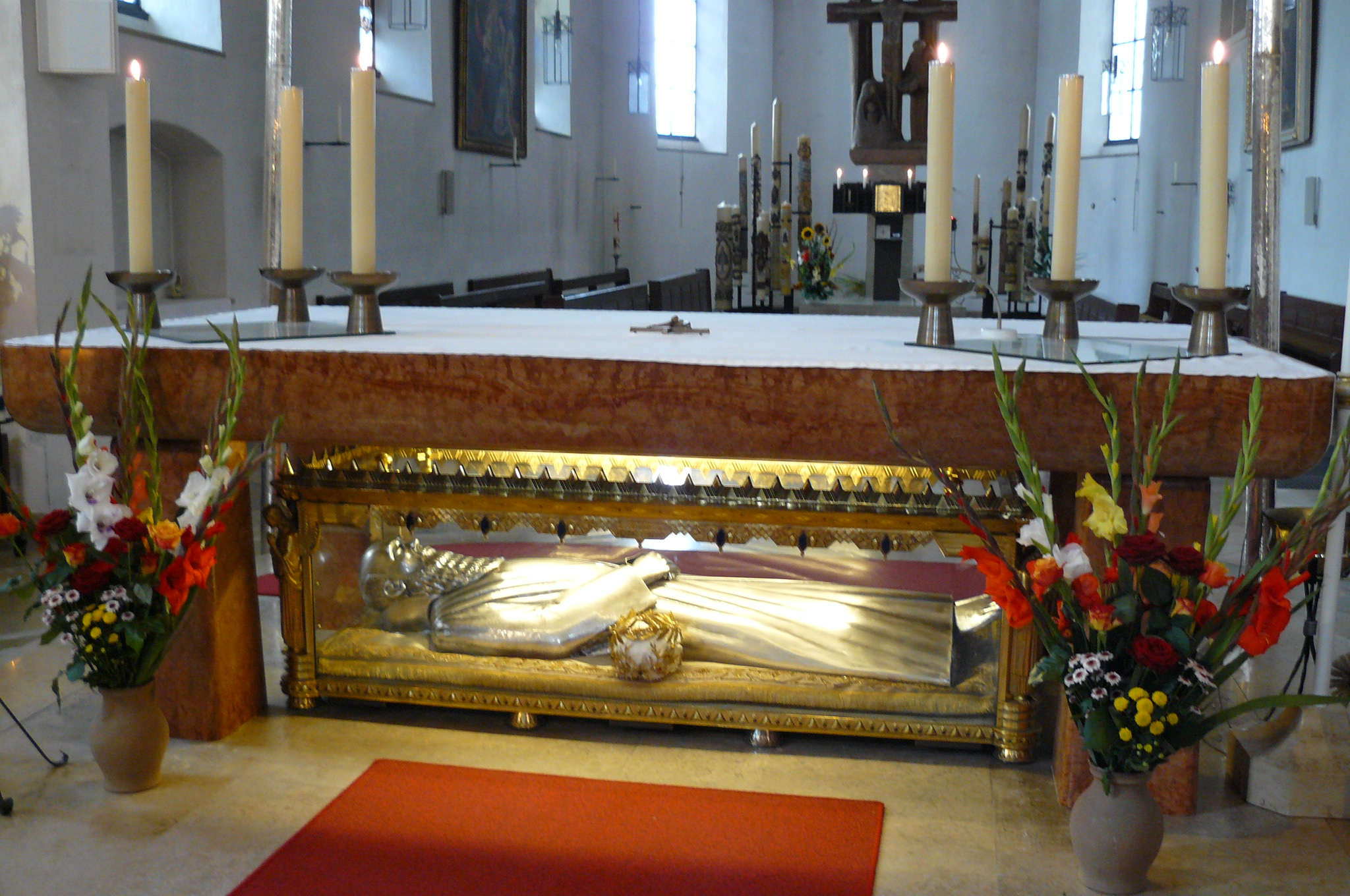
Srebrna figura ze szczątkami św. Konrada pod ołtarzem